# Novosaratovka
Novosaratovka är en ort i Azerbajdzjan. Tidigare namnet är Fındıqlı (ryska: Фындыглы: Fyndygly) Den ligger i distriktet Gädäbäy rajon, i den västra delen av landet, 400 km väster om huvudstaden Baku. Novosaratovka ligger 1 240 meter över havet och antalet invånare är 2 328.
Terrängen runt Novosaratovka är huvudsakligen kuperad. Novosaratovka ligger nere i en dal. Närmaste större samhälle är distriktshuvudorten Gädäbäy, 18,1 km öster om Novosaratovka. 
Trakten runt Novosaratovka består till största delen av jordbruksmark. Runt Novosaratovka är det ganska tätbefolkat, med 70 invånare per kvadratkilometer.